# طارق محرموویچ
طارق محرموویچ (انگلیسی: Tarik Muharemović؛ زادهٔ ۲۸ فوریهٔ ۲۰۰۳) بازیکن فوتبال اهل بوسنی و هرزگوین است که در حال حاضر برای باشگاه فوتبال یوونتوس نکست جن بازی می‌کند.

## دوران ملی
علی‌رغم توانایی بازی برای تیم‌های ملی فوتبال اتریش و اسلوونی، محرموویچ در تیم‌های ملی فوتبال زیر ۱۹ و زیر ۲۱ سال بوسنی و هرزگوین بازی کرده‌است.

## دوران باشگاهی
محرموویچ فوتبال را در باشگاه‌های اتریشی، کارنتن و کلاگنفورت شروع کرد، سپس در سال ۲۰۱۹ به تیم جوانان باشگاه فوتبال ولفسبرگر ملحق شد. او اولین بازی حرفه‌ای خود را در ۲۵ آوریل ۲۰۲۱ در سن ۱۸ سالگی در برابر ردبول سالزبورگ انجام داد.
در ۱۱ اوت ۲۰۲۱، محرموویچ با قراردادی چهار ساله به باشگاه فوتبال یوونتوس ایتالیا نقل مکان کرد. در ۱۲ اکتبر، او از ناحیه استخوان درشت‌نی دچار مصدومیت شد.

## زندگی شخصی
محرموویچ در اسلوونی از والدینی بوسنیایی‌تبار به دنیا آمد و در جوانی به اتریش مهاجرت کرد. او در سطوح مختلف پایه، بازیکن تیم ملی فوتبال بوسنی و هرزگوین بوده‌است.